# Kongregace sester těšitelek Božského Srdce Ježíšova
Kongregace sester těšitelek Božského Srdce Ježíšova (Kongregace sester těšitelek BSJ, Congregatio sororum consolatricum a Divino Corde Jesu, Sorores Consolatrices Divini Cordis Jesu Patientis, Congregatio Consolatricum Divini Cordis Jesu) (zkratka CSC uváděná za jménem) je řeholní kongregace založená boromejkou Matkou Rosou Vůjtěchovou (následovala ji Matka Marta Vintrová) roku 1915 v Brně. Od roku 1916 sídlila ve vile v Šeříkové ulici (nynější Heinrichova) v Úřednické čtvrti. Odtud kongregace svůj mateřinec ale roku 1926 přesunula do Rajhradu, kde sestry vybudovaly vlastní klášter. Pozemky pro jeho stavbu darovali rajhradští benediktini.
V brněnském domě zůstaly těšitelky do roku 1950, kdy byly přinuceny se vystěhovat. Získaly jej zpět v roce 2018 a v letech 2019–2020 jej nechaly kompletně zrekonstruovat. Od té doby slouží jako generální dům kongregace, nachází se v něm kaple Panny Marie Bolestné.
Kromě Česka těšitelky, jedna z mála kongregací vzniklých na území dnešního Česka, působí také na Slovensku, v Itálii a díky sestře Marii Anežce von Coudenhove-Honrichsové i v Argentině. Jejich hlavním posláním (tzv. charismatem) je těšit Srdce Ježíše trpícího v Getsemanské zahradě a na Golgotě, k čemuž dospívají prostřednictvím kontemplativní modlitby a milosrdné lásky k chudým a nemocným. Na podobných principech funguje mužská obdoba kongregace – Kongregace bratří těšitelů z Gethseman, založená v roce 1922 ve Vídni.